# Heltah Skeltah
Gli Heltah Skeltah sono stati un duo musicale hip hop statunitense composto da:
- Rock aka Da Rockness Monstah
- Ruck aka Sean Price.

Il duo era anche membro del supergruppo hip hop Boot Camp Clik di New York, assieme a Buckshot, Smif-N-Wessun e O.G.C..
Il debutto degli Heltah Skeltah risale alla presenza nell'album degli Smif-N-Wessun Dah Shinin' del 1995. Alla fine del 1995 si sono uniti agli O.G.C. per formare The Fab 5, e realizzare la hit singola Leflaur Leflah Eshkoshka. Ruck & Rock hanno ricevuto molta attenzione come membri dei Fab 5, per il loro carisma.
Il duo ha pubblicato l'album di debutto Nocturnal nel giugno 1996, che includeva Leflah, e che vende più di 250 000 copie, diventando un punto fermo dell'underground hip hop a causa del suono torvo e delle rime forti. Che è anche il primo album dell'etichetta Duck Down Records.
Dopo le due pubblicazioni con il Boot Camp nel 1997 il gruppo è tornato nel 1998 con Magnum Force, da cui la hit I Ain't Havin' That, ma la critica non ha apprezzato l'album per i contenuti leggeri. A seguito di questa delusione, i due si sono allontanati reciprocamente: Rock inizia ad avere problemi con Duck Down Records, segnandosi sotto l'etichetta di DJ Lethal Lethal Records, pianificando l'uscita dell'album Planet Rock in realtà poi mai pubblicato. Sean Price fu attaccato assieme al Boot Camp per l'album The Chosen Few in 2002.
Gli Heltah Skeltah si sono riuniti nel 2005, facendo un'apparizione nell'album di Sean Price Monkey Barz ed in quello degli Smif-N-Wessuns Reloaded. Il duo sta lavorando con il Boot Camp per il loro terzo album The Last Stand, previsto per l'estate 2006, oltre a lavorare anche ad un album come gruppo Heltah Skeltah, intitolato D.I.R.T., acronimo di Da Incredible Rap Team.
Sean Price è deceduto la mattina dell'8 agosto 2015 durante il sonno, a soli 43 anni, per cause sconosciute.

## Discografia

### Album
- 1996: Nocturnal
- 1998: Magnum Force
- 2008: D.I.R.T.

### Singoli
- 1995: Leflaur Leflah Eshkoshka da Nocturnal
- 1996: Operation Lock Down da Nocturnal
- 1996: Da Wiggy da Nocturnal
- 1996: Therapy da Nocturnal
- 1998: I Ain't Havin' That da Magnum Force